# Acid aldonic

Structura chimică a acidului gluconic, acidul aldonic care este derivat de la glucoză.

Un acid aldonic este un tip de acid obținut prin oxidarea unei grupe funcționale aldehidice dintr-o aldoză, prin transformarea sa în grupă funcțională carboxil. Astfel, formula chimică generală se poate scrie sub forma HOOC-(CHOH)n-CH2OH. 
Nomenclatura acizilor aldonici și a lactonelor lor se bazează pe înlocuirea sufixului -oză cu acid ...-onic și respectiv -onolactonă; astfel, D-glucoza este oxidată la acid D-gluconic și la D-gluconolactonă.

## Obținere
Acizii aldonici sunt de obicei preparați prin reacția de oxidare a zaharidelor cu brom. Aceștia sunt întâlniți în cadrul multor sisteme biologice, și sunt produși ai oxidării aldozelor cu reactivul Benedict sau cu reactivul Fehling. Formele lor lactonice sunt intermediari importanți în sinteza Kiliani-Fischer a zaharidelor.
Trebuie făcută diferențierea față de celelalte procese de oxidare; dacă se oxidează o grupă hidroxil terminală, atunci se obține un acid uronic, iar dacă se oxidează și grupa hidroxil terminală, dar și grupa aldehidică, atunci se obține un acid aldaric.

## Proprietăți
Acizii aldonici sunt răspândiți în forma lor lactonică, care se formează prin ciclizare. Structura ciclică, lactonică, este la bază identică cu structura originală a formei hemiacetalice ciclice a zaharidei, care este forma sub care aceasta se regăsește de cele mai multe ori. Totuși, spre deosebire de hemiacetali, lactonele nu prezintă un atom de carbon anomeric chiral, deci nu pot forma legături glicozidice.